# 台湾茴芹
，又名，是伞形科茴芹属的植物，为台灣的特有植物，分布于中台灣中高海拔山區。
玉山茴香另有異名落新婦茴芹（学名：Pimpinella astilbifolia）。